# 7 nivôse
7 frimaire 7 pluviôse
Le septidi 7 nivôse, officiellement dénommé jour de la terre végétale, est le 97e jour de l'année du calendrier républicain.
C'était généralement le 27e jour du mois de décembre dans le calendrier grégorien.